# Triphyllopsis altaicus
Triphyllopsis altaicus es una especie de coleóptero de la familia Mycetophagidae.

## Distribución geográfica
Habita en Rusia.